# Marthe Tesson
Pour les articles homonymes, voir Tesson.
Marthe Marie Tesson, née le 22 janvier 1892 au Havre et morte le 23 décembre 1971 dans le 20e arrondissement de Paris, est une ouvrière métallurgiste et résistante française. Elle est élue au conseil municipal de Bobigny en 1925.

## Biographie
Lors des élections municipales de 1925 le Parti communiste français présente plusieurs femmes sur ses listes. Les droits de vote et d'éligibilité sont alors illégaux (ils ne seront autorisés qu'en 1944). Elle est élue, et nommée deuxième adjointe de la municipalité de Bobigny, dont le maire est Jean-Marie Clamamus. Elle siègera au conseil municipal de Bobigny jusqu'en novembre 1925, malgré une suspension préfectorales d'un mois prononcée le 15 juin 1925 et une de trois mois le 11 juillet 1925. Marthe Tesson et Marie Chaix, élue de la commune de Saint-Denis, porteront un recours devant le Conseil d’État, mais celui-ci sera rejeté le 29 janvier 1926 et elle quittera ses fonctions.
Elle s'engage dans la Résistance durant la Seconde Guerre mondiale au sein du Front national.

## Hommages
Une école de Bobigny porte le nom de Marthe Tesson.